# 하우크의 서
《하우크의 서》(아이슬란드어: Hauksbók 하우크스복)는 저자가 알려져 있는 몇 안되는 중세 필사본 중 하나이다. 그 저자는 하우크 에를렌드손( ~ 1334년)이며, 저자의 이름을 따서 ‘하우크의 서’라고 부른다.